# Bahnhof Nippori
Der Bahnhof Nippori (jap. 日暮里駅, Nippori-eki) ist ein Bahnhof in der japanischen Hauptstadt Tokio. Er befindet sich im Süden des Bezirks Arakawa und wird gemeinsam von den Bahngesellschaften JR East und Keisei Dentetsu sowie vom Verkehrsamt der Präfektur Tokio betrieben.

## Verbindungen
Nippori ist ein kombinierter Durchgangs- und Kopfbahnhof, in dem fünf Bahnlinien dreier verschiedener Gesellschaften aufeinandertreffen. JR East betreibt die Keihin-Tōhoku-Linie, die Yamanote-Linie und die Jōban-Linie. Die erstgenannte verbindet Ōmiya mit Tokio und Yokohama sowie daran anschließend auf der Negishi-Linie mit Ōfuna. Tagsüber fahren die Nahverkehrszüge alle fünf Minuten, während der Hauptverkehrszeit alle drei bis vier Minuten. Ähnlich dicht ist der Verkehr auf der ringförmig rund um das Tokioter Stadtzentrum verlaufenden Yamanote-Linie: Tagsüber in beiden Richtungen zwölf Züge je Stunde, während der Hauptverkehrszeit bis zu 18 Züge. Auf der Jōban-Linie fahren Eilzüge von Tokio nach Toride, Tsuchiura oder Narita, alternierend mit Nahverkehrszügen nach Mito, Katsuta oder Takahagi. Tagsüber ergibt dies sechs bis sieben Züge je Stunde, während der Hauptverkehrszeit bis zu zehn Züge je Stunde.
Auf der Keisei-Hauptlinie von Keisei Dentetsu verkehren tagsüber verkehren zwölf Züge stündlich, während der Hauptverkehrszeit bis zu 16 Züge. Neben Nahverkehrszügen werden mehrere Arten von Schnellzügen angeboten. Von herausragender Bedeutung sind die Skyliner, die alle 20 Minuten und mit nur zwei Zwischenhalten das Stadtzentrum mit dem Flughafen Tokio-Narita verbinden. Häufigere Zwischenhalte legen die Limited Express, die Eveningliner und die City Liner ein. Der nach Minumadai-shinsuikōen führende Nippori-Toneri Liner des Verkehrsamtes der Präfektur Tokio bietet tagsüber einen Sechs-Minuten-Takt, während der Hauptverkehrszeit einen Drei- bis Vier-Minuten-Takt. Der Busterminal auf dem Bahnhofsvorplatz wird von vier Linien der Gesellschaft Toei Bus bedient.

## Anlage
Der Bahnhof liegt am Schnittpunkt der Stadtteile Nishinippori im Norden und Higashinippori im Osten, die zum Bezirk Arakawa gehören, sowie dem südlich gelegenen Yanaka im Bezirk Taitō. In der Nähe befinden sich der Friedhof Yanaka, die Einkaufsstraße Yanaka Ginza und das Asakura-Bildhauereimuseum. Auf dem Bahnhofsvorplatz steht eine bronzene Reiterstatue, die den Samurai und Dichter Ōta Dōkan darstellt. Die von Südosten nach Nordwesten ausgerichtete Anlage umfasst zwölf Gleise, womit Nippori zu den Tokioter Bahnhöfen mit den meisten Gleisen gehört. Täglich fahren hier rund 2500 Züge durch. Diese können sehr gut von der Shimogoinden-Straßenbrücke am nördlichen Ende der Anlage aus beobachtet werden. Ein bei Touristen und Eisenbahnfans besonders beliebter Aussichtspunkt auf der Brücke wird als „Eisenbahnmuseum“ bezeichnet.
Das Empfangsgebäude besitzt die Form eines zweigeteilten Reiterbahnhofs, der sich östlich der Brücke über die gesamte Breite der Anlage erstreckt. Der nördliche Teil ist den Zügen der Keisei Dentetsu vorbehalten und ist drei Stockwerke hoch. Im Erdgeschoss befindet sich ein Seitenbahnsteig mit einem Gleis, an dem alle Züge zur Endstation Keisei-Ueno halten. Das erste Obergeschoss ist eine Verteilerebene, während das Gleis im zweiten Obergeschoss zwischen zwei Seitenbahnsteigen liegt. Dort erfolgt der Ein- und Ausstieg je nach Zugtyp getrennt: Ein Bahnsteig ist für die Skyliner, Cityliner und Eveningliner bestimmt, der andere für die regulären Pendlerzüge. Südlich davon befindet sich der zu JR East gehörende Teil der Anlage mit sechs Gleisen an drei Mittelbahnsteigen. Die Gleise 5 bis 8 besitzen keine eigenen Bahnsteige, hier fahren die Züge der Takasaki-Linie und der Utsunomiya-Linie ohne Halt durch. Betrieblich nicht mit der Hauptanlage verbunden ist der aufgeständerte Endbahnhof des Nippori-Toneri Liners. Er erstreckt sich quer über den nördlichen Bahnhofsvorplatz und umfasst zwei Stumpfgleise an einem Mittelbahnsteig. In den Bahnhofteil von JR und Keisei integriert ist das Einkaufszentrum Ecute Nippori mit zwei Dutzend Läden.
Im Fiskaljahr 2019 nutzten durchschnittlich 191.705 Fahrgäste täglich den Bahnhof. Davon entfielen 114.420 auf JR East, 50.138 auf Keisei Dentetsu und 27.147 auf den Nippori-Toneri Liner.

## Bilder

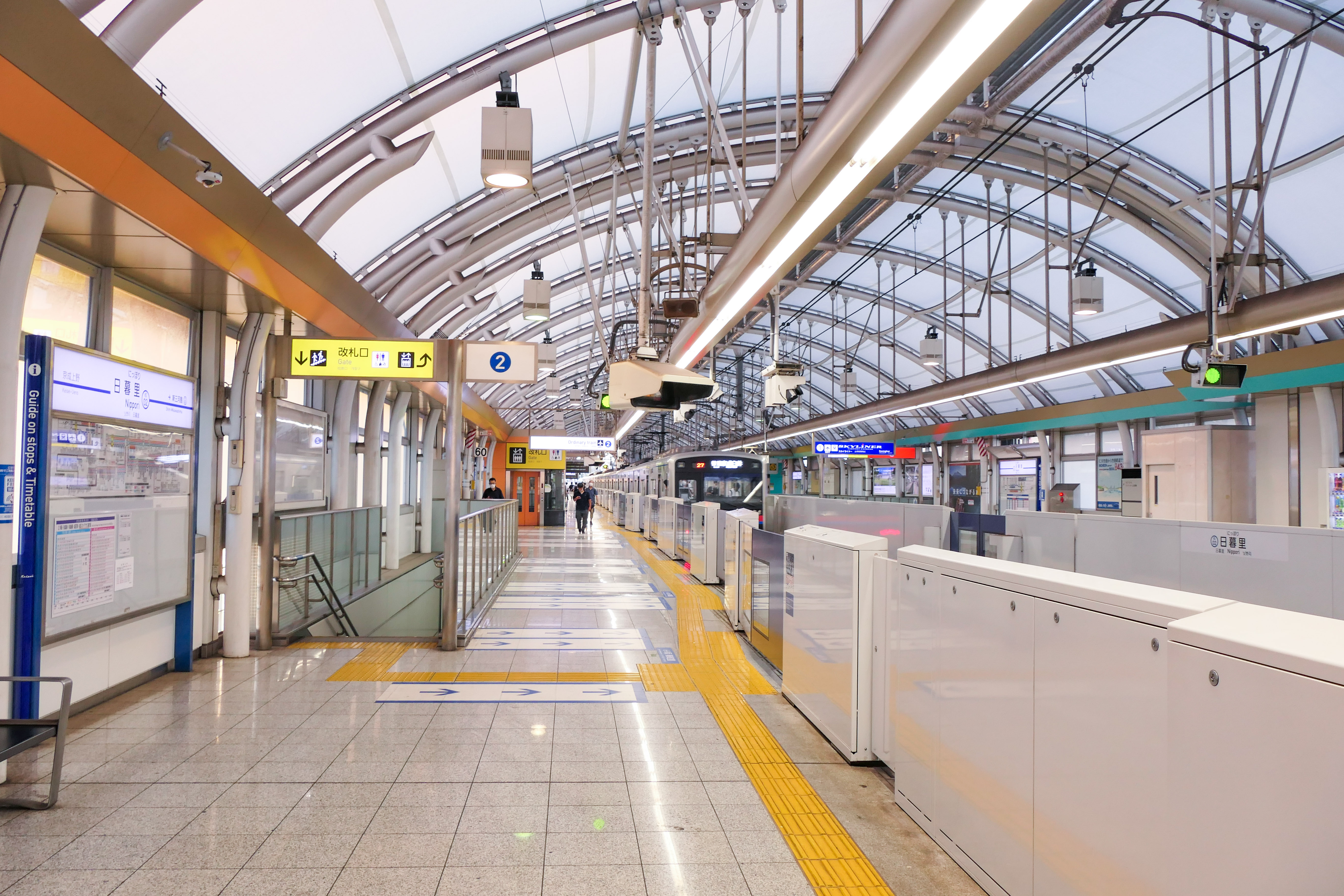
Keisei-Hochbahnsteige 1/2
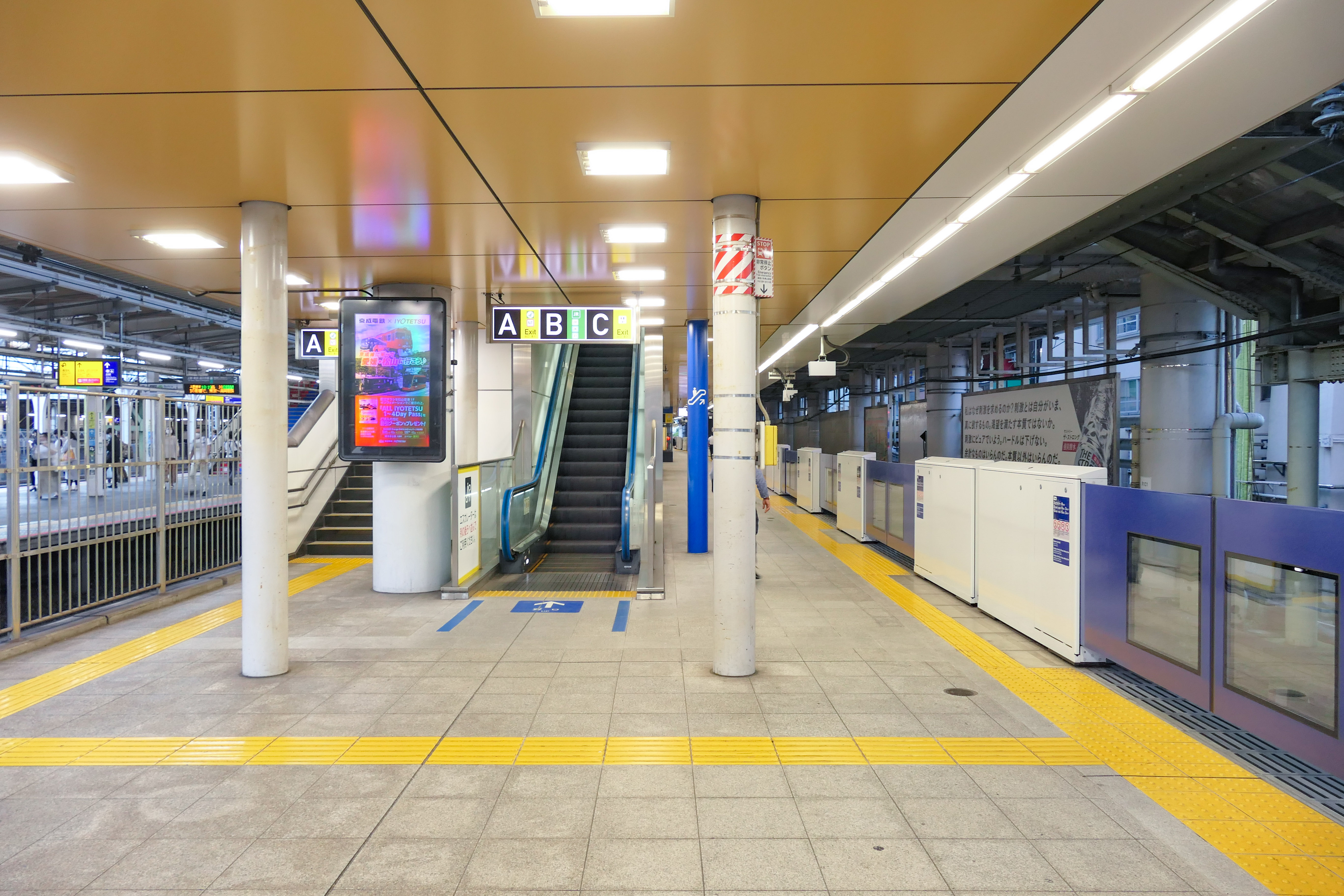
Keisei-Bahnsteig 0
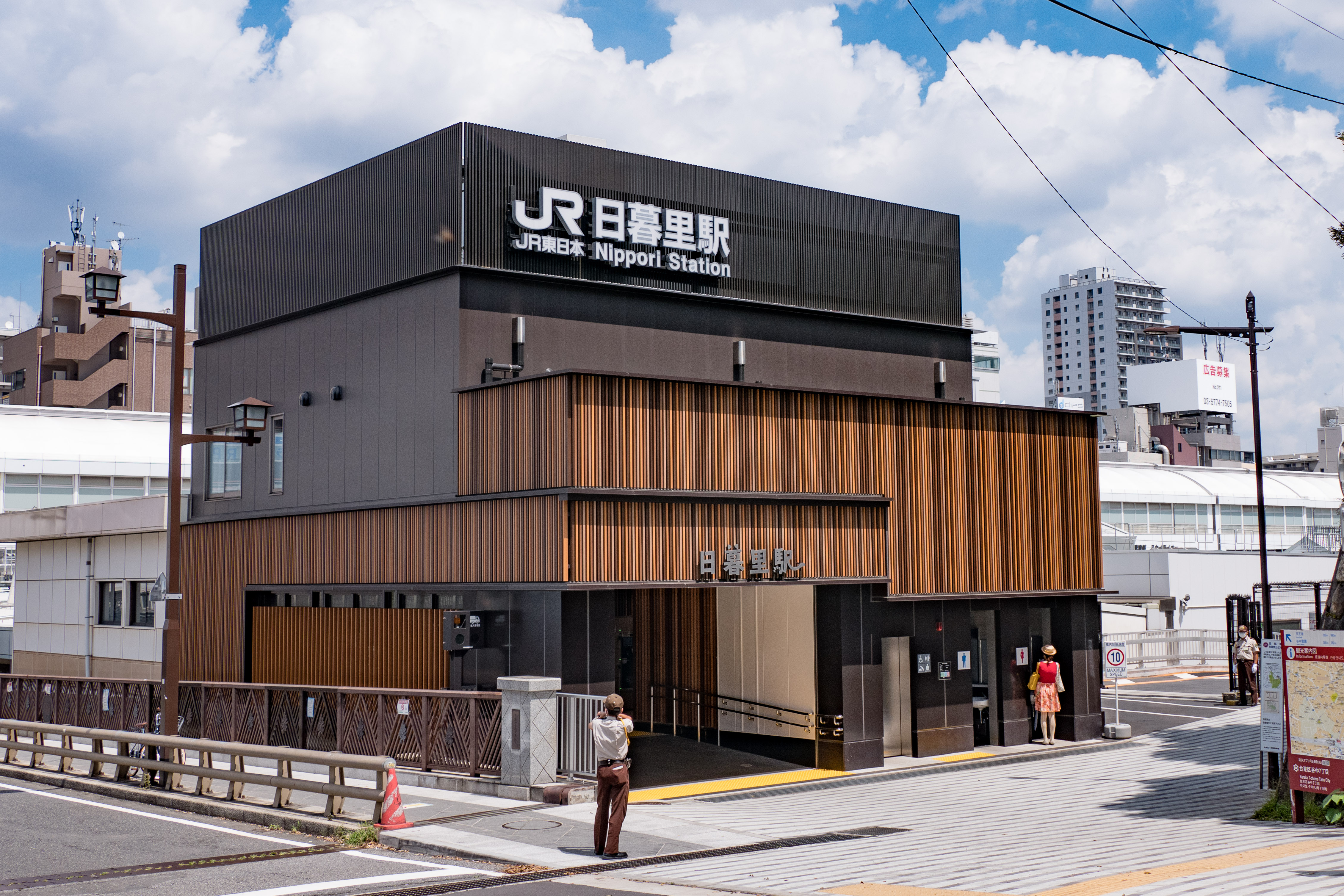
Westausgang JR East
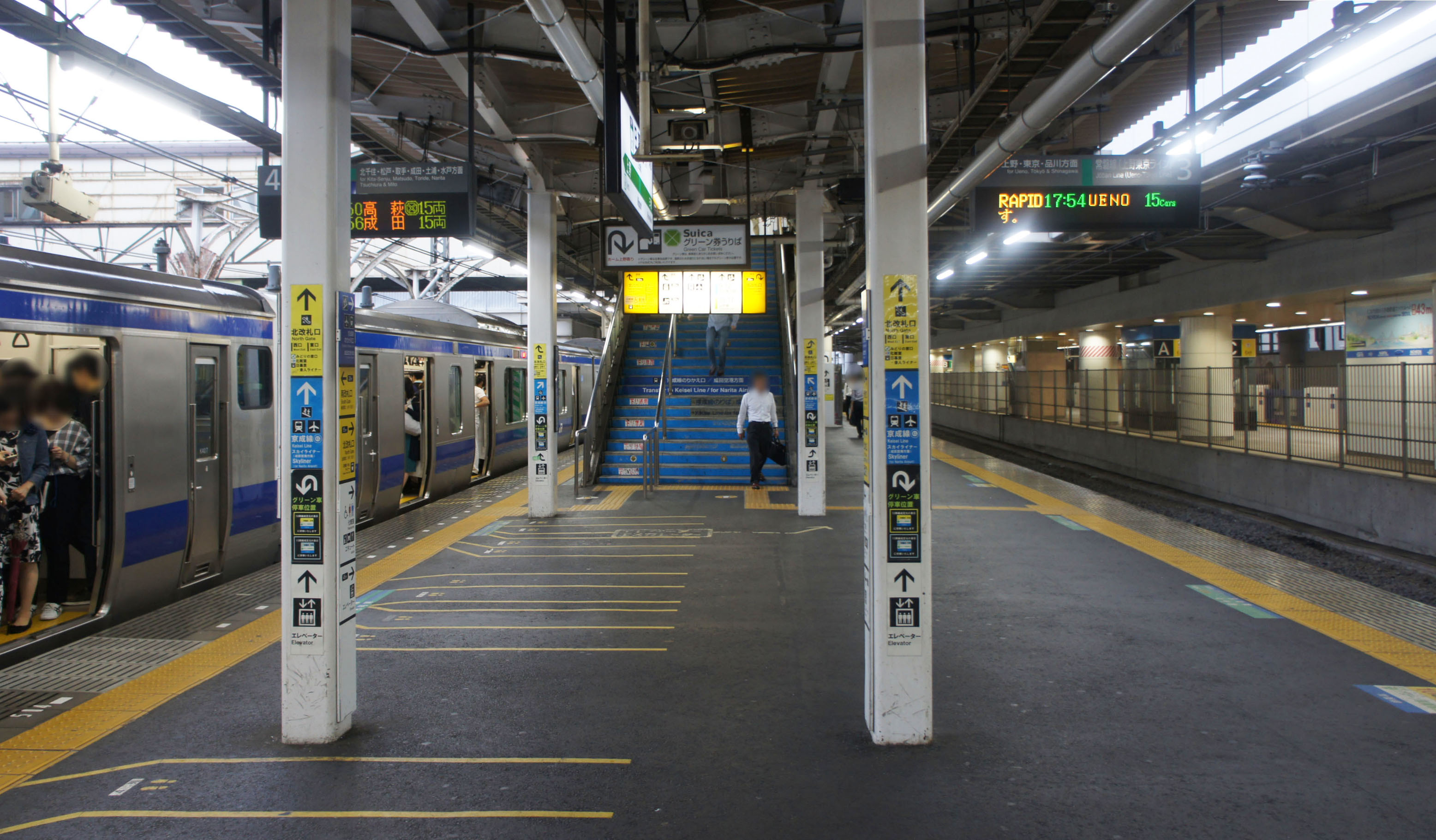
Bahnsteig 3/4 JR East
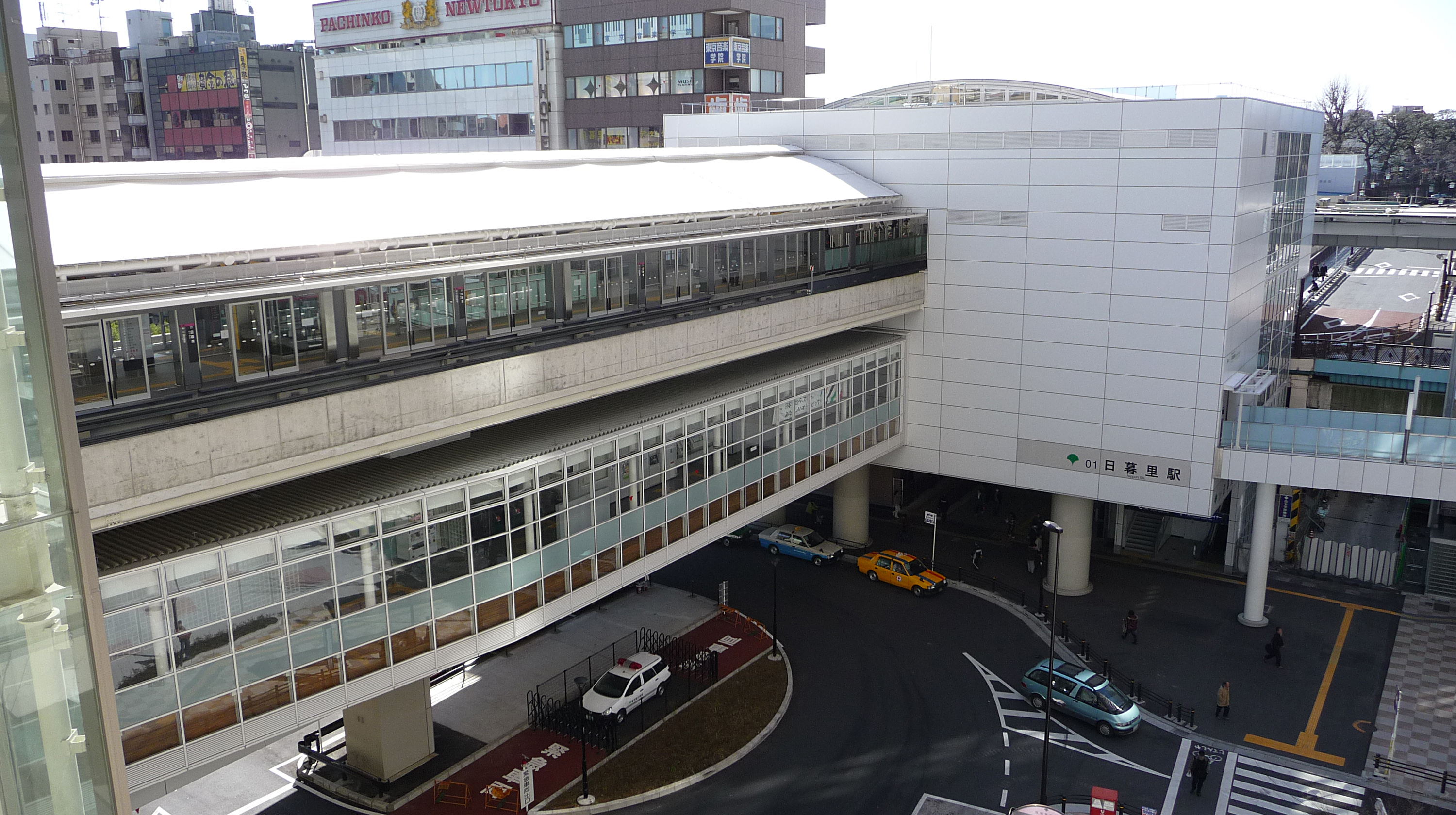
Endbahnhof Nippori-Toneri Liner
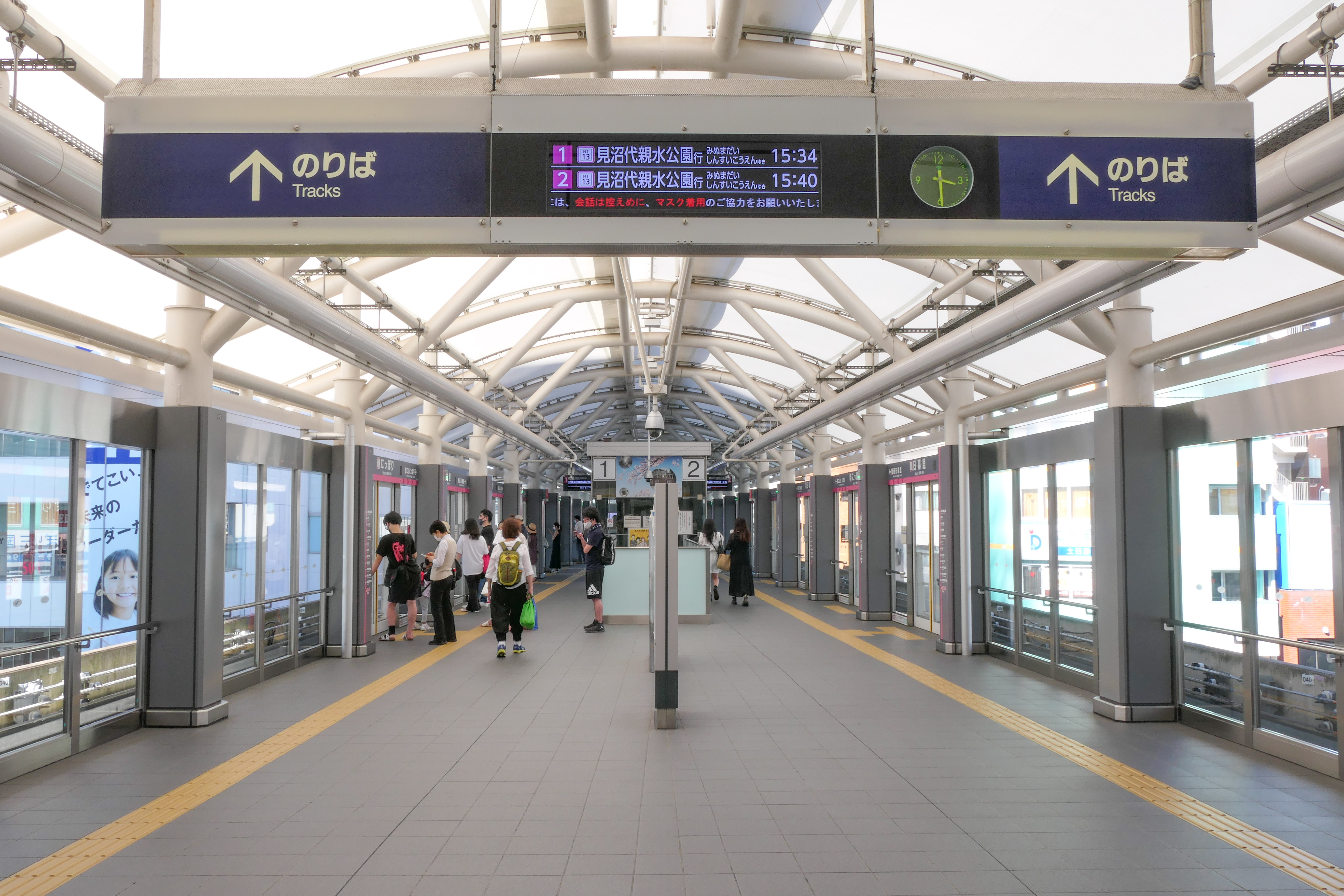
Bahnsteig Nippori-Toneri Liner

## Gleise

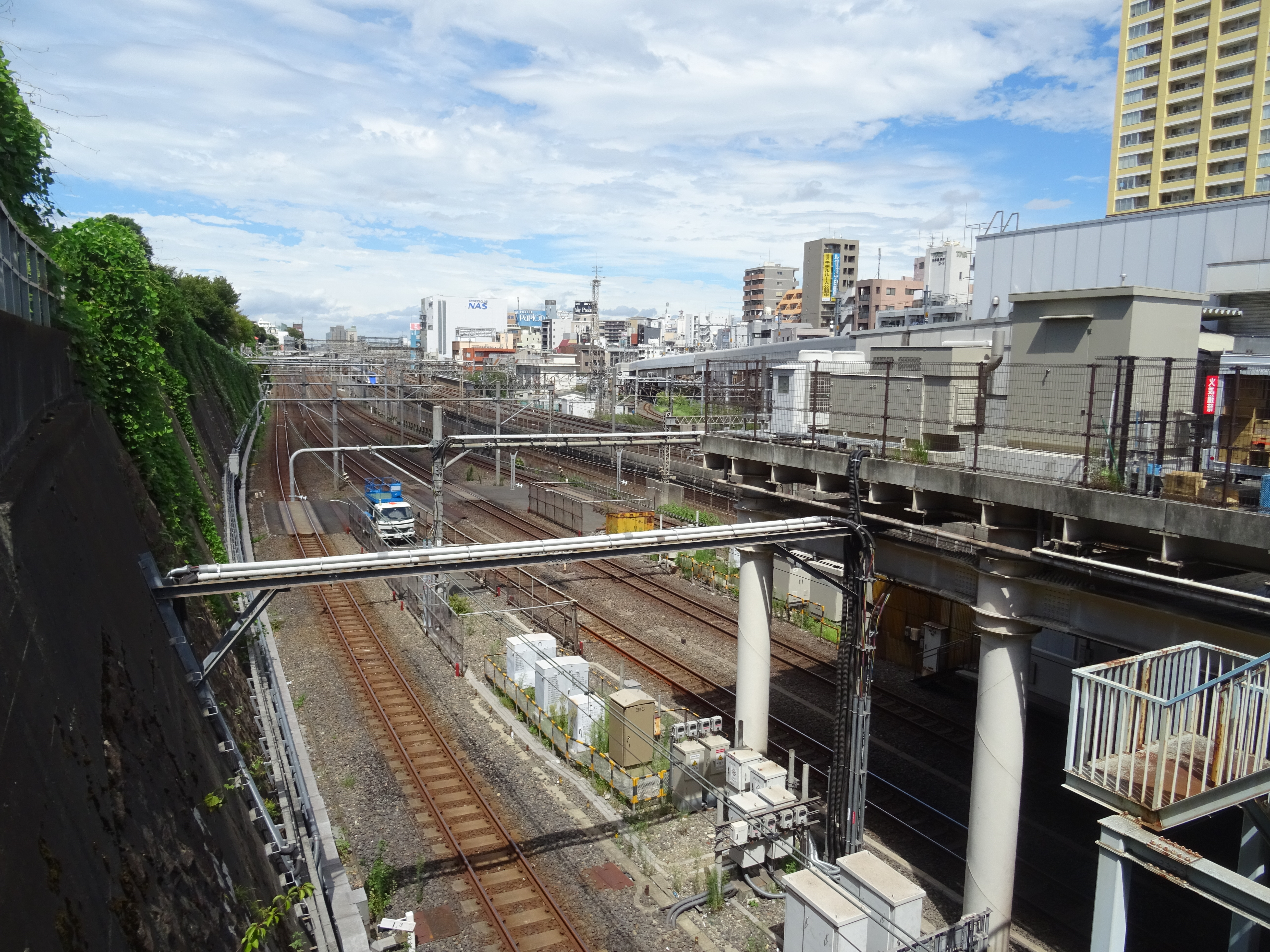
Ansicht des Gleisfelds

Keisei Dentetsu:
| 0 | ▉ Keisei-Hauptlinie            | Keisei-Ueno                                                               |
| 1 | ▉ Keisei Narita-Flughafenlinie | Aoto • Keisei-Takasago • Flughafen Narita                                 |
| 1 | ▉ Keisei-Hauptlinie            | Aoto • Keisei-Funabashi • Keisei-Narita • Flughafen Narita                |
| 2 | ▉ Keisei Narita-Flughafenlinie | Aoto • Keisei-Takasago • Flughafen Narita                                 |
| 2 | ▉ Keisei-Hauptlinie            | Aoto • Keisei-Funabashi • Keisei-Narita • Flughafen Narita • Keisei-Chiba |

JR East:
| 3   | ▉ Jōban-Linie         | Ueno • Tokio • Shinagawa (Ueno-Tokio-Linie)               |
| 4   | ▉ Jōban-Linie         | Kita-Senju • Matsudo • Toride • Tsuchiura • Mito • Narita |
| 5–8 | ▉                     | Utsonomiya- und Takasaki-Linie (ohne Halt)                |
| 9   | ▉ Keihin-Tōhoku-Linie | Tokio • Kawasaki • Yokohama                               |
| 10  | ▉ Yamanote-Linie      | Ueno • Tokio • Shinagawa • Shibuya                        |
| 11  | ▉ Yamanote-Linie      | Tabata • Ikebukuro • Shinjuku                             |
| 12  | ▉ Keihin-Tōhoku-Linie | Tabata • Urawa • Ōmiya                                    |

Verkehrsamt der Präfektur Tokio:
| 1/2 | ▉ Nippori-Toneri Liner | Nishi-Nippori • Minumadai-shinsuikōen |

## Linien
| Verlauf der Jōban-Linie |
| --- |
| Ueno • Nippori • Mikawashima • Minami-Senju • Kita-Senju • Ayase • Kameari • Kanamachi • Matsudo • Kita-Matsudo • Mabashi • Shin-Matsudo • Kita-Kogane • Kashiwa • Kita-Kashiwa • Abiko • Tennōdai • Toride • Fujishiro • Ryūgasakishi • Ushiku • Hitachino-Ushiku • Arakawaoki • Tsuchiura • Kandatsu • Takahama • Ishioka • Hatori • Iwama • Tomobe • Uchihara • Akatsuka • Kairakuen • Mito • Katsuta • Sawa • Tōkai • Ōmika • Hitachi-Taga • Hitachi • Ogitsu • Jūō • Takahagi • Minami-Nakagō • Isohara • Ōtsukō • Nakoso • Ueda • Izumi • Yumoto • Uchigō • Iwaki • Kusano • Yotsukura • Hisanohama • Suetsugi • Hirono • J-Village • Kido • Tatsuta • Tomioka • Yonomori • Ōno • Futaba • Namie • Momouchi • Odaka • Iwaki-Ōta • Haranomachi • Kashima • Nittaki • Sōma • Komagamine • Shinchi • Sakamoto • Yamashita • Hamayoshida • Watari • Ōkuma • Iwanuma |

| Verlauf der Keihin-Tōhoku-Linie / Negishi-Linie |
| --- |
| Ōmiya • Saitama-Shintoshin • Yono • Kita-Urawa • Urawa • Minami-Urawa • Warabi • Nishi-Kawaguchi • Kawaguchi • Akabane • Higashi-Jūjō • Ōji • Kami-Nakazato • Tabata • Nishi-Nippori • Nippori • Uguisudani • Ueno • Okachimachi • Akihabara • Kanda • Tokyo • Yūrakuchō • Shimbashi • Hamamatsuchō • Tamachi • Takanawa Gateway • Shinagawa • Ōimachi • Ōmori • Kamata • Kawasaki • Tsurumi • Shin-Koyasu • Higashi-Kanagawa • Yokohama • Sakuragichō • Kannai • Ishikawachō • Yamate • Negishi • Isogo • Shin-Sugita • Yōkōdai • Kōnandai • Hongōdai • Ōfuna |

| Verlauf der Yamanote-Linie |
| --- |
| Shinagawa • Ōsaki • Gotanda • Meguro • Ebisu • Shibuya • Harajuku • Yoyogi • Shinjuku • Shin-Ōkubo • Takadanobaba • Mejiro • Ikebukuro • Ōtsuka • Sugamo • Komagome • Tabata • Nishi-Nippori • Nippori • Uguisudani • Ueno • Okachimachi • Akihabara • Kanda • Tokyo • Yūrakuchō • Shimbashi • Hamamatsuchō • Tamachi • Takanawa Gateway • Shinagawa |

## Geschichte

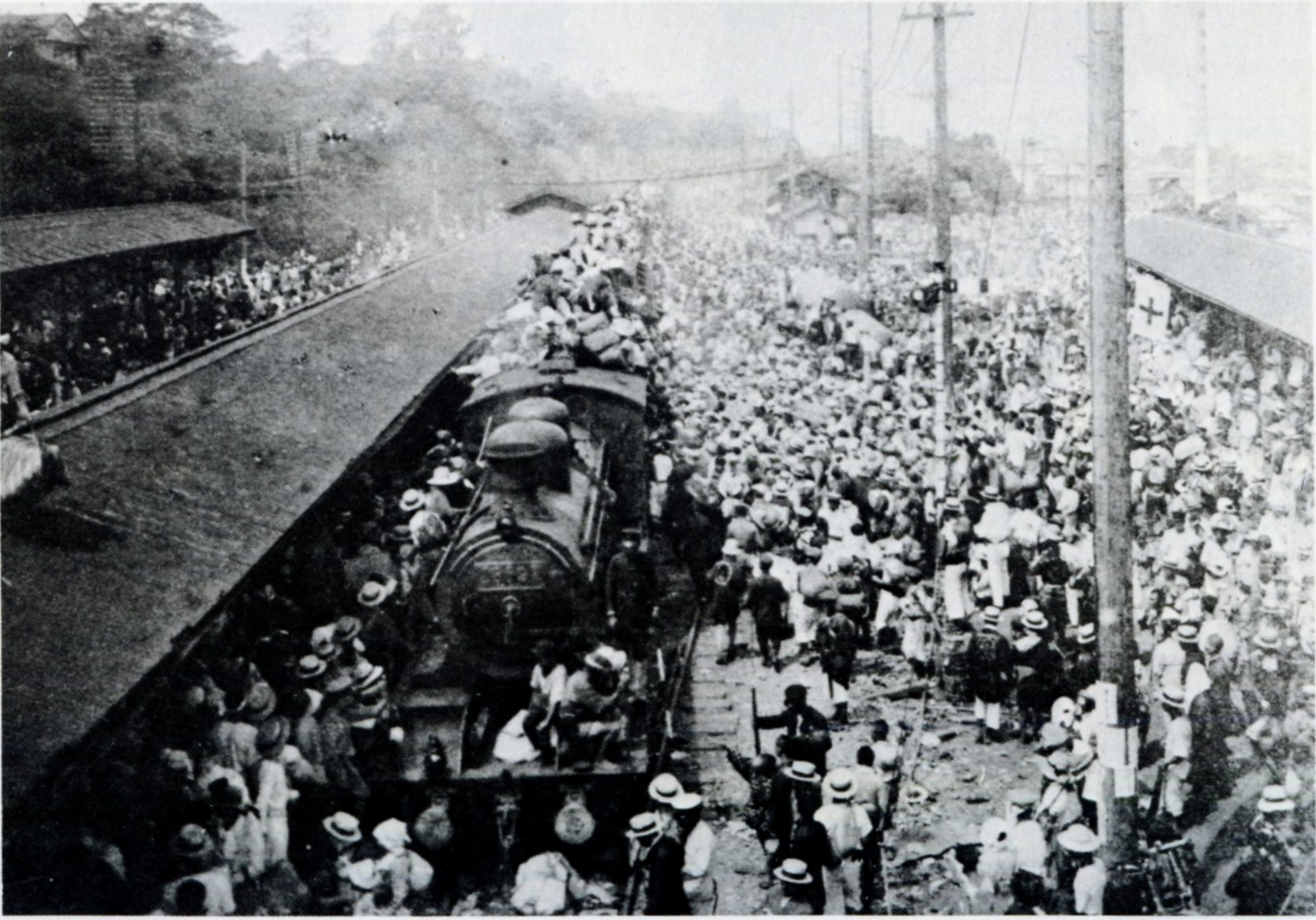
Evakuierungszug nach dem Großen Kantō-Erdbeben (1923)

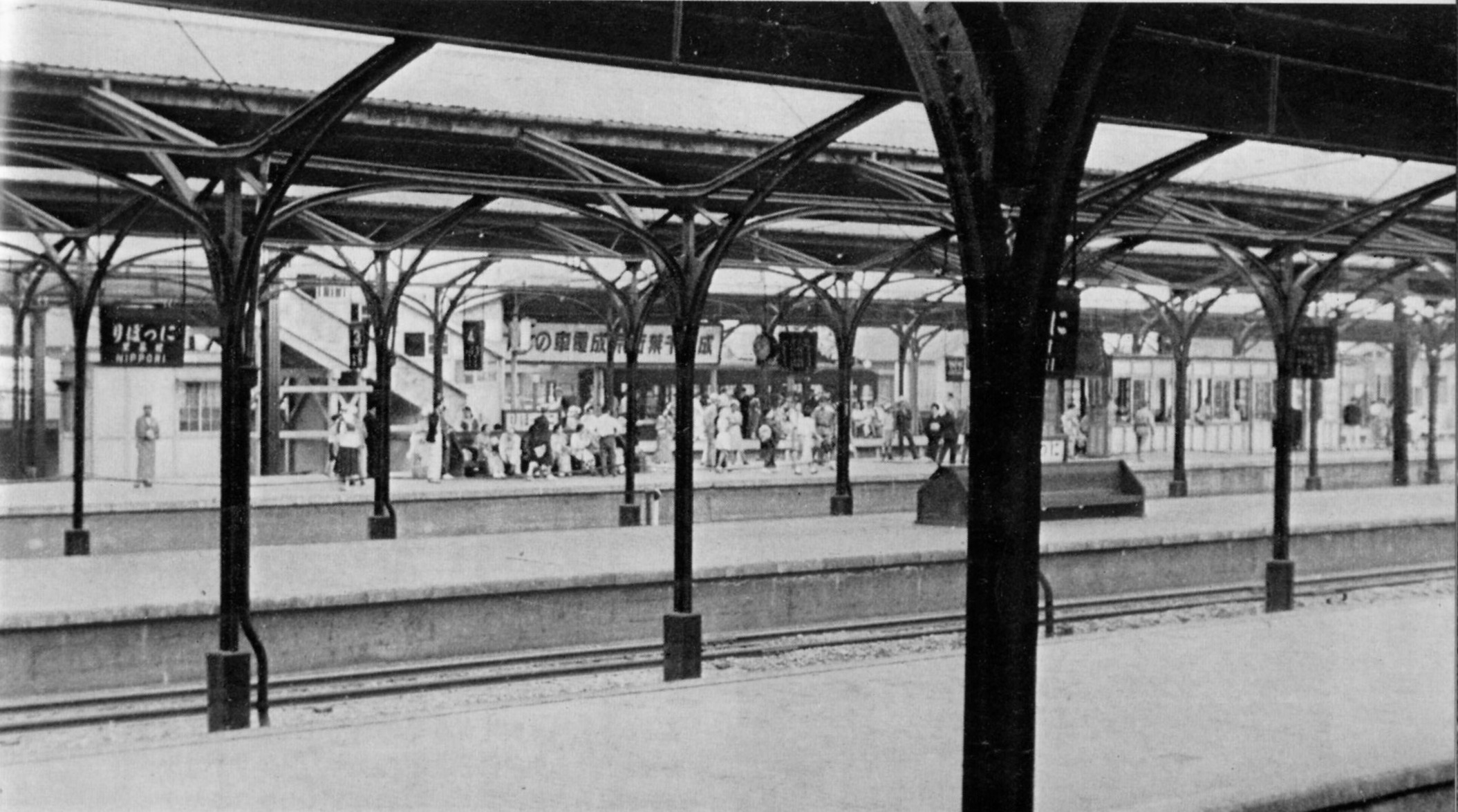
Bahnsteige im Jahr 1939

Die Nippon Tetsudō, Japans erste private Bahngesellschaft, eröffnete 1883 den Abschnitt von Ueno über Urawa nach Kumagaya (heute Teil der Tōhoku-Hauptlinie und der Takasaki-Linie). Zunächst fuhren die Züge jedoch mehr als zwei Jahrzehnte lang hier ohne Halt durch. Damit der Fahrtrichtungswechsel von Zügen der Jōban-Linie im Bahnhof Tabata entfallen konnte, entstand eine Abkürzungsstrecke zwischen Mikawashima und Nippori. Sie ging am 1. April 1905 in Betrieb, zusammen mit einem neuen Abzweigbahnhof. Als Folge des Eisenbahnverstaatlichungsgesetzes gingen der Bahnhof und alle hier durchführenden Strecken am 1. November 1906 an das Eisenbahnamt (das spätere Eisenbahnministerium) über. Dieses führte 1909 die heutigen offiziellen Streckenbezeichnungen ein. Um einen direkteren Zugang zum Tokioter Stadtzentrum zu erhalten, nahm die Keisei Dentetsu am 19. Dezember 1931 den Abschnitt Aoto–Nippori der Keisei-Hauptlinie in Betrieb. Knapp zwei Jahre später, am 10. Dezember 1933, folgte die Verlängerung nach Keisei-Ueno. Dadurch stieg Nippori zu einem bedeutenden Umsteigeknoten auf.
Vom 10. Juni bis 1. Oktober 1945, während der Endphase des Pazifikkriegs, war der Tunnel zwischen Nippori und Keisei-Ueno außer Betrieb, um dort Züge abzustellen und sie so vor Luftangriffen zu schützen. Ein schwerer Unfall ereignete sich am 18. Juni 1952, als die südliche Überführung (Baujahr 1928) das Gewicht der ungewöhnlich vielen Fahrgäste nicht mehr tragen konnte und zusammenbrach. Mehrere Dutzend Menschen stürzten rund sieben Meter in die Tiefe auf die darunter liegenden Gleise. Acht Menschen wurden getötet und fünf weitere schwer verletzt, als sie von einem vorbeifahrenden Zug der Keihin-Tōhoku-Linie in Richtung Urawa erfasst wurden. Nach dem Unfall baute die Japanische Staatsbahn einen zusätzlichen Bahnsteig, um die Überlastung zu entschärfen; die Inbetriebnahme erfolgte am 13. August 1954.
Von 1974 bis 1977 wurde der Bahnhof vollständig umgebaut, um Platz für die Schnellfahrstrecke der Tōhoku-Shinkansen zu schaffen. Die umfassten die Entfernung zweier Bahnsteige an den Gleisen 5 bis 8; seither können Züge der Tōhoku-Hauptlinie und der Takasaki-Hauptlinie nicht mehr in Nippori halten. Die Arbeiten an der Shinkansen-Strecke begannen 1979 und waren sechs Jahre später abgeschlossen. Aus Rationalisierungsgründen stellte die Staatsbahn am 14. März 1985 die Gepäckaufgabe ein. Im Rahmen der Staatsbahnprivatisierung ging der ältere Teil des Bahnhofs am 1. April 1987 in den Besitz der neuen Gesellschaft JR East über. Ab 7. Juli 1989 stand ein neuer Südeingang zur Verfügung. Ab 2004 erfolgte ein bedeutender Umbau des Gebäudekomplexes. Die Arbeiten betrafen insbesondere einen neuen Endbahnhof für den Nippori-Toneri Liner, den das Verkehrsamt der Präfektur Tokio am 30. März 2008 eröffnete. Hinzu kamen das Einkaufszentrum Ecute Nippori im Juni 2009 sowie am 3. Oktober 2009 die Inbetriebnahme des neuen Hochbahnsteigs der Keisei-Hauptlinie.
Zwischen Nippori und Keisei-Ueno gab es früher unter dem Ueno-Park die Tunnelbahnhöfe Kan’eijisaka und Hakubutsukan-Dōbutsuen. Diese wurden 1997 bzw. 1953 geschlossen.